# Pallavolo Piacenza 2011-2012
Questa voce raccoglie le informazioni riguardanti la Pallavolo Piacenza nelle competizioni ufficiali della stagione 2011-2012.

## Organigramma societario
Area direttiva
- Presidente: Guido Molinaroli
- Presidente settore giovanile: Daniele Rampini
- Vicepresidente: Stefano Gatti
- Amministratore delegato: Lino Volpe
- Direttore generale: Marco Pizzasegola
- Consigliere: Cristina Dodici, Stefano Poli, Andrea Travaini
- Team manager: Alessandra Fantoni
- General manager: Paolo Maffi
- Direttore sportivo: Boris Bondi
- Segreteria amministrativa: Enrica Co'
- Responsabile servizio hostess: Stefano Pisoni
- Responsabile logistica: Paolo Brocchieri, Antonino Schiavi
- Segreteria settore giovanile: Elisa Uccelli
- Direttore sportivo settore giovanile: Aldo Binaghi

Area tecnica
- Allenatore: Angelo Lorenzetti (fino al 7 gennaio 2012), Lorenzo Tubertini (dall'8 al 10 gennaio 2012), Luca Monti (dall'11 gennaio 2012)
- Allenatore in seconda: Massimiliano Giaccardi
- Scout man: Giancarlo D'Amico
- HR atleti: Lucia Rancati
- Responsabile settore giovanile: Nicola Agricola
- Allenatore settore giovanile: Lorenzo Tubertini

Area comunicazione
- Ufficio stampa: Elisa Uccelli
- Responsabile comunicazione: Michele Ratti, Monica Uccelli
- Speaker: Nicola Gobbi

Area sanitaria
- Medico: Andrea Magnacavallo
- Staff medico: Davide Lucchi
- Preparatore atletico: Juan Carlos De Lallis
- Fisioterapista: Federico Pellizzari, Alessandro Russo

## Rosa
| N° | Nome               | Ruolo | Data di nascita  | Nazionalità sportiva |
| -- | ------------------ | ----- | ---------------- | -------------------- |
| 1  | Federico Marretta  | S     | 9 agosto 1990    | Italia               |
| 2  | Ryan Ammerman      | P     | 30 dicembre 1984 | Stati Uniti          |
| 3  | Davide Marra       | L     | 12 marzo 1984    | Italia               |
| 4  | Jiří Král          | C     | 8 luglio 1981    | Rep. Ceca            |
| 5  | Mory Sidibé        | O     | 17 giugno 1987   | Francia              |
| 6  | Samuele Papi       | S     | 20 maggio 1973   | Italia               |
| 7  | Andrej Žekov       | P     | 12 marzo 1980    | Bulgaria             |
| 8  | Vladimir Nikolov   | O     | 3 ottobre 1977   | Bulgaria             |
| 9  | Jacopo Massari     | S     | 2 giugno 1988    | Italia               |
| 10 | Lukas Kampa        | P     | 29 novembre 1986 | Germania             |
| 11 | Hristo Zlatanov    | S     | 21 aprile 1976   | Italia               |
| 12 | Maxwell Holt       | C     | 12 marzo 1987    | Stati Uniti          |
| 13 | Luca Tencati       | C     | 16 marzo 1979    | Italia               |
| 15 | Cleber de Oliveira | S     | 16 dicembre 1978 | Brasile              |
| 17 | Nikolaj Penčev     | S     | 22 maggio 1992   | Bulgaria             |